# Cathy Chedal
Cathy Chedal-Bornu, francoska alpska smučarka, * 14. junij 1968, Brides-les-Bains, Francija.
Nastopila je na olimpijskih igrah 1988 in 1992, kjer je dosegla 22. mesti v smuku in superveleslalomu. Na Svetovnem prvenstvu 1989 je osvojila šesto mesto v veleslalomu. V svetovnem pokalu je tekmovala pet sezon med letoma 1988 in 1993 ter dosegla eno uvrstitev na stopničke v superveleslalomu. V skupnem seštevku svetovnega pokala je bila najvišje na 28. mestu leta 1990, ko je bila tudi sedma v superveleslalomskem seštevku.